# Noli
Noli (phát âm tiếng Ý: [ˈnoːli]; Liguria Nöi) là một đô thị duyên hải của Liguria, Ý, ở tỉnh Savona, cách khoảng 50 km (31 dặm) về phía tây nam Genova bằng đường sắt, khoảng 4 mét (13 ft) trên mực nước biển. Nguồn gốc của tên gọi có thể đến từ Neapolis, có nghĩa là "thành phố mới" trong tiếng Hy Lạp.

## Địa lý
Các đô thị giáp giới với Noli là Finale Ligure, Spotorno và Vezzi Portio.

## Lịch sử
Cái tên "Noli" đã được chứng nhận theo kiểu "Naboli" trong các văn bản cổ nhất vào năm 1004 và 1005 chắc chắn bắt nguồn từ hình thái "Neapolis" có nghĩa là "thành phố mới" trong tiếng Hy Lạp-Byzantine rõ ràng. Noli là một nước cộng hòa độc lập từ năm 1193 cho đến năm 1797. Năm 1239 nó trở thành một giáo phận rồi về sau được thống nhất với Savona thành Giáo phận Savona-Noli. Cuộc xâm lược của Napoléon vào năm 1797 đã đặt dấu chấm hết cho chủ quyền của Noli.

## Cảnh quan chính
- Vương cung thánh đường Romanesque của S. Paragorio (thế kỷ 11)
- Nhà dân với phần Tháp phụ (thế kỷ 14-15)
- Tháp và Cổng Papone (thế kỷ 13-14)
- Tháp bốn cạnh.

## Nhân vật lịch sử
António de Noli, nhà quý tộc và nhà thám hiểm người Ý, khám phá ra một số vùng lãnh thổ Guinea và quần đảo Cape Verde nhân danh quốc vương Bồ Đào Nha. Sinh ra tại Genova vào năm 1419, "gia đình có gốc gác ở Noli hoặc Lâu đài Noli".